# Liste der Monuments historiques in Oberdorff
Die Liste der Monuments historiques in Oberdorff führt die Monuments historiques in der französischen Gemeinde Oberdorff auf.

## Liste der Objekte
| Bezeichnung   | Beschreibung | Standort                                  | Kennzeichnung | Schutzstatus | Datum | Bild |
| ------------- | --- | ----------------------------------------- | ------------- | ------------ | ----- | ---- |
| Marienaltar   | linker Seitenaltar; Altartisch, Retabel und zwei Skulpturen; Holz, farbig gefasst und vergoldet, zweite Hälfte des 18. Jahrhunderts  | Odenhoven, in der Kirche St-Martin (Lage) | PM57000263    | Classé       | 1982  |      |
| Hubertusaltar | rechter Seitenaltar; Altartisch, Retabel und drei Skulpturen; Holz, farbig gefasst und vergoldet, zweite Hälfte des 18. Jahrhunderts | Odenhoven, in der Kirche St-Martin (Lage) | PM57000262    | Classé       | 1982  |      |